# Cities in Motion
Cities in Motion (укр. Міста у русі) — однокористувацька відеогра жанру економічного симулятора, розроблена Colossal Order та випущена Paradox Interactive. Ігровий процес побудований довкола керування гравцем/гравчинею власною транспортною мережею в ключових містах світу. Головна мета полягає у створенні найпопулярнішої та найприбутковішої компанії під керівництвом штучного інтелекту.
Уперше відеогра була представлена розробниками 19 серпня 2010 року на Gamescom у Кельні, Німеччина. З того часу вона двічі проходила бета-тестування: спершу закрите, що почалося у жовтні 2010-го, та відкрите — незадовго до офіційного випуску. Paradox Interactive випустила Cities in Motion 23 лютого 2011 року для Microsoft Windows. Відеогра отримала у цілому схвальні відгуки від гравців та оглядачів, які схвально відзначали особливості ігрового процесу, хорошу графіку та приємний звуковий супровід. Проте вони також наголошували на тому, що відеогра може ставати занадто повторюваною та не надає гравцеві інформативних зворотних відгуків від користувачів його мережі.
Упродовж наступних кількох років для Cities in Motion було розроблено та випущено тринадцять доповнень та розширень, з якими розробники додали нові міста та пов'язані з ними сценарії, нові види та моделі транспорту тощо. Останнє розширення під назвою «Design Quirks» (укр. Дизайнерські забаганки) вийшло 5 лютого 2013 року. 9 січня 2014 року відеогра стала доступною для операційної системи «Linux», а 23 липня 2015 року стала доступна у GOG.com.

## Ігровий процес
Cities in Motion розроблена у жанрі економічного симулятора. Основна мета гравця/гравчині полягає у створенні прибуткової транспортної мережі, яка б забезпечувала потреби людей у пересуванні містом. Відеогра має два режими: сюжетний та довільний. Сюжетний, або основна кампанія, поділяється на кілька сценаріїв. Усі вони мають певні особливості та різні цілі для гравця, які є обов'язковими до виконання. Довільний режим побудований у стилі пісочниці, де гравець не є обмеженим у часі та не має обов'язкових цілей, водночас саме у цьому режимі події гри можуть відбуватися не лишу в містах, спроєктованих розробниками, а й в містах, що створила спільнота гравців через вбудований редактор карт. Попри те, що відеогра не підтримує кооперативної та багатокористувацької гри, конкурувати з гравцем за звання найуспішнішої компанії міста як у сюжетному, так і довільному режимах можуть гравці під контролем штучного інтелекту. Відень, Берлін, Гельсінкі та Амстердам стали першими доступними для гри містами, проте з доповненнями розробники також додали Париж, Лондон, Токіо та інші ключові міста Європи та Північної Америки. Залежно від обраного сценарію чи налаштувань пісочниці, гра може відбуватися у різних часових проміжках від 1920-х до 2020-х років. Упродовж обраного часового проміжку міста самостійно розвиватимуться та відкриватимуть гравцеві нові моделі громадського транспорту.
Ігровий процес будується довкола формування та керування гравцем закільцьованих маршрутів громадського транспорту: автобусів, трамваїв, гелікоптерів, метро чи поромів. З доповненнями до відеогри також додали монорейковий транспорт, тролейбуси та канатні трамваї у деяких містах. Залежно від обраного типу транспорту змінюються вимоги для проведення маршруту. Наприклад, якщо автобуси можуть пересуватися звичайними дорогами міста, то для монорейкового транспорту та трамваїв необхідно також прокласти монорейкову дорогу та рейкові шляхи відповідно. Створивши маршрут гравцеві потрібно встановити заробітну плату водієві та іншому персоналу, а також час від часу замінювати рухомий склад сучаснішими моделями та регулювати цінову політику. З підвищенням цін може зростати невдоволеність пасажирів та зменшуватися популярність маршруту, водночас можуть збільшитися прибутки компанії.
Пасажири у відеогрі бувають сімох типів: білі та сині комірці, студенти, підприємці, туристи, пенсіонери і безробітні, кожен із яких має власний життєвий цикл та розклад. Так, наприклад, робітникам й офісним працівникам потрібно дістатися фабрик та офісів, туристам — пам'яток чи розважальних парків тощо. Коли пасажири очікують свого транспорту на зупинках, над ними показується смайлик, який відповідає їхньому настрою. Він змінюватиметься залежно від вдоволення маршрутом, яким пасажир планує скористатися. Не лише ціни за користування громадським транспортом, а й мала кількість зупинок чи затримки рухомого складу — негативно повпливають як на настрій пасажирів, так і на популярність та прибутковість керованої гравцем компанії. Як і властиво іншим економічним симуляторам гравець у Cities in Motion може збанкрутувати, якщо скоюватиме критичні помилки. Наприклад, якщо витрачатиме кошти на створення маршруту із застарілими автобусами, які не лише потребуватимуть більших коштів на утримання, а й повільніше пересуватимуться містом. Для повної заміни рухомого складу у такому випадку може знадобитися багато коштів, однак, закупивши кращий транспорт, може зрости прибутковість маршруту. Водночас зміни можуть не допомогти, розхитавши фінансову стабільність та поглибивши проблеми компанії. Гравець також має змогу скасувати маршрут, перейти до іншої ділянки та провести новий, таким чином втративши попередні інвестиції та зменшивши вдоволеність пасажирів, але, можливо, заощадивши більше коштів. Для подолання труднощів чи інших потреб гравець/гравчиня може брати позики. Для додаткової популяризації маршрутів можливо запускати спеціальні маркетингові кампанії в тих ресурсах, які властиві обраному часовому проміжку.

## Розроблення
Відеогра розроблювалася фінською компанією «Colossal Order», ставши першим її проєктом. Вона була вперше представлена розробниками 19 серпня під час Gamescom 2010 року у Кельні, Німеччина. Там вони показали перший трейлер відеогри, а також розповіли про особливості ігрового процесу. До випуску відеогра перебувала спершу в закритому бета-тестуванні, що почалося у жовтні 2010-го, а згодом у відкритому бета-тестуванні в лютому 2011-го. 9 лютого 2011 року відеогра вирушила «на золото», а 17 лютого була випущена демоверсія проєкту. Cities in Motion була випущена Paradox Interactive 23 лютого 2011 року для Microsoft Windows. 9 січня 2014 року була випущена портована версія відеогри для Linux.

## Доповнення
| Назва           | Назва                  | Дата виходу       | Вміст | Дж.    |
| Оригінал        | Українською            | Дата виходу       | Вміст | Дж.    |
| --------------- | ---------------------- | ----------------- | --- | ------ |
| Design Classics | Класика дизайну        | 5 квітня 2011     | П'ять нових моделей транспорту: автобус «Jubilee Blim», трамвай «Livingstone Inauguration», потяг метрополітену «Arnauld Porte», корабель «Tiergarten Ferry» та літак «Skylark III».          | [ 22 ] |
| Design Marvels  | Диво-дизайни           | 20 травня 2011    | П'ять нових моделей транспорту: автобуси «Dino Vettore» та «Comet Ambienta», гелікоптер «Roto-Tec Leopard», трамвай «Prospecta Experimental», потяг метрополітену «Capitol W700 automatic».   | [ 23 ] |
| Tokyo           | Токіо                  | 30 травня 2011    | Мапа Токіо разом із новою кампанією на чотири сценарії, сім нових моделей транспорту, а також монорельс, як новий вид громадського транспорту замість трамваїв у Токіо.                       | [ 24 ] |
| Design Now      | Твори зараз            | 14 січня 2011     | П'ять нових моделей транспорту: автобуси «Stern-Berger Midi, гелікоптер «Pavlov P-42», корабель «Stingray Cityjet», трамвай «Vagabondo Satellite» та поїзд метро «Crescenta T4 Suburbia».     | [ 25 ] |
| Metro Stations  | Метро станції          | 22 липня 2011     | Перехідні та багатоплатформні станції метрополітену. | [ 26 ] |
| German Cities   | Німецькі міста         | 13 вересня 2011   | Мапи Кельну та Лейпцигу разом із власною кампанією. | [ 27 ] |
| U.S. Cities     | Міста США              | 17 січня 2012     | Мапи Нью-Йорка та Сан-Франциско, а також нові види громадського транспорту: тролейбуси замість трамваїв у Нью-Йорку та модель канатного трамваю у Сан-Франциско.                              | [ 28 ] |
| Design Dreams   | Дизайнерські мрії      | 29 лютого 2012    | П'ять нових моделей транспорту: трамвай «Bergstrom Light», гелікоптер «LI-8», автобус «Pavlov 677M», потяги метрополітену «Galaxie Berliner» та «Ohm M1».                                     | [ 29 ] |
| Ulm             | Ульм                   | 12 квітня 2012    | Мапа Ульму з власною кампанією, а також новий часовий проміжок для пісочниці від 1970-х до 2030-х.                                                                                            | [ 30 ] |
| Paris           | Париж                  | 15 травня 2012    | Мапа Парижу з кампанією на три сценарії, а також чотири моделі транспорту. | [ 31 ] |
| St. Petersburg  | Санкт-Петербург        | 26 лютого 2012    | Мапа Санкт-Петербургу з кампанією на три сценарії та нові моделі тролейбусів. | [ 32 ] |
| London          | Лондон                 | 20 листопада 2012 | Мапа Лондона разом із власною кампанією на три сценарії, а також п'ять нових моделей транспорту.                                                                                              | [ 33 ] |
| Design Quirks   | Дизайнерські забаганки | 5 лютого 2013     | П'ять нових моделей транспорту: «Hot air baloon»(укр. Повітряна куля) у формі гелікоптеру, корабель «Amphibus», поїзд метро «Caterpillar», трамвай «Lucitania» та автобус «Sight-seeing Bus». | [ 34 ] |

## Сприйняття
У цілому Cities in Motion отримала переважно схвальні відгуки від оглядачів і гравців. Так, на вебсайті-агрегаторі Metacritic відеогра здобула 70 балів зі 100 можливих від оглядачів на основі 20 оглядів. Відгуки від гравців на платформі Steam є «переважно схвальними»: серед понад п'яти сотень відгуків, що лишили користувачі сервісу, 75% є позитивними. Оглядачі відзначали, що відеогра має досить хорошу графіку та звуковий супровід, а також цікавий ігровий процес, який водночас може ставати занадто повторюваним. Також вони вважають, що попри зручний інтерфейс, відеогра не показує достатньою мірою чому саме пасажири незадоволені тим чи іншим маршрутом, що значно ускладнює розв'язання проблеми. Щодо складності відеогри та сценаріїв думки оглядачів розділилися. На думку одних оглядачів складність є невиправдано завищеною, що призводить до суттєвого мікроменеджменту, водночас для інших навпаки, стала не перепоною, а своєрідним викликом. Також кілька оглядачів відзначало, що у відеогрі мало доступних для проходження міст.
«Мапи міст досить привабливі, проте їм не вистачає атмосферності та вони є дещо утилітарними, ймовірно, щоб якнайкраще показати фокус відеогри саме на дороги»: відзначив Бретт Тодд у своєму огляді для GameSpot (7.5 балів із 10). На підкріплення цього він відзначив, що у відеогрі повністю відсутні зміна дня та ночі, а також будь-які погодні умови. Чіткий та інтуїтивний інтерфейс, а також складність сценаріїв стали на думку Тодда найбільшими досягненнями Cities in Motion. Водночас він наголошував на повторюваності ігрового процесу та потреби в точнішому описі невдоволеності пасажирів, а також певних порад від відеогри: «Наприклад, коли люди стоять на автобусних зупинках розлючені через довге очікування, треба додати більше автобусів для цього маршруту чи прокласти геть новий?».
На думку Джона Майкла, який написав огляд для IGN (7 балів із 10), саме відсутність певного зворотного зв'язку з пасажирами є однією з найбільших проблем Cities in Motion: «відеогра казатиме, що "офісні працівники незадоволені вашим обслуговуванням", але не пояснюватиме чому... Будь-яка причина може призвести до скарг пасажирів: високі ціни, довгі очікування, занадто довгий маршрут, занадто мало зупинок тощо. Вам ніколи не дають жодної підказки щодо того, що ви робите неправильно (або правильно), і вам лишається перебирати налаштування тут і там з надією, що ви натрапите на те, що розв'язує цю невизначену проблему». Він також додав, що коли гравець починає розуміти, як система працює, ігровий процес починає ставати повторюваним, а також, що у Cities in Motion немає багатокористувацького режиму, що шкодить загальному враженню від відеогри, оскільки зменшує її непередбачуваність. Розповідаючи про графічну та музичну складову Cities in Motion, Джон Майкл відзначив: «Графіка та музика просто чудові. Візуальна складова яскрава, весела та барвиста... Дизайни будівель автентичні, і навіть потенційні пасажири, що прогулюються вулицями, добре анімовані». «...побудова ваших маршрутів та інших транспортних сполучень є направду геніальними, і це безсумнівно найвеселіша частина гри» — розповів він, відзначаючи зручність та простоту створення маршрутів.
Привабливість мап та дещо завищену складність відзначав і Дан Гриліопулос у своєму огляді для PC Gamer (67 балів зі 100). На його думку, Cities in Motion є хоч і привабливою відеогрою та їй бракує різномаїття мап і транспорту. Серед переваг він згадував цікаві квести та кампанії, оскільки саме вони додали бажаного різноманіття та відчуття змагання.

## Продовження
Другу частину Cities in Motion було вперше представлено 14 серпня 2012 року під час Gamescom у Кельні, Німеччина. Cities in Motion 2 була випущена 2 квітня 2013 року, отримавши переважно схвальні відгуки від оглядачів. Відеогра розроблювалася зусиллями команди з семи осіб та будувалася з допомоги рушія «Unity». Одним з головних нововведень стала повністю оновлена система зміни дня та ночі. У новій частині пасажиропотік може зростати та спадати залежно від години дня: від поодиноких поїздок вночі до перевантажених маршрутів у години пік. Також відеогра відзначилася появою кооперативного та багатокористувацького режимів.